# Champniers, Charente

Champniers este o comună în departamentul Charente, Franța. În 1 ianuarie 2022 avea o populație de 5.237 de locuitori.